# Anat (cratère)
Pour les articles homonymes, voir Anat.
Anat (désignation internationale) est un cratère d'impact de 2,9 km de diamètre situé sur Ganymède. Il a été nommé en référence à Anat, déesse assyro-babylonienne de la rosée.

## Point de référence des longitudes de Ganymède
Ce cratère de 2,9 km de diamètre est le point de référence pour mesurer la longitude sur Ganymède. Par convention, Anat se trouve à 128 degrés de longitude.
Anat se trouve ainsi à 128 degrés de longitude à l'ouest du premier méridien qui, en cartographie, sert de référence de longitude, c’est-à-dire 0° de longitude, à l'échelle d'un corps céleste.
La rotation de Ganymède est synchrone lors de sa révolution autour de Jupiter. Ce premier méridien, origine des longitudes (0°) correspond à la position moyenne du point de la face de Ganymède toujours exposée à Jupiter.